# Wojciech Samek (rzeźbiarz)

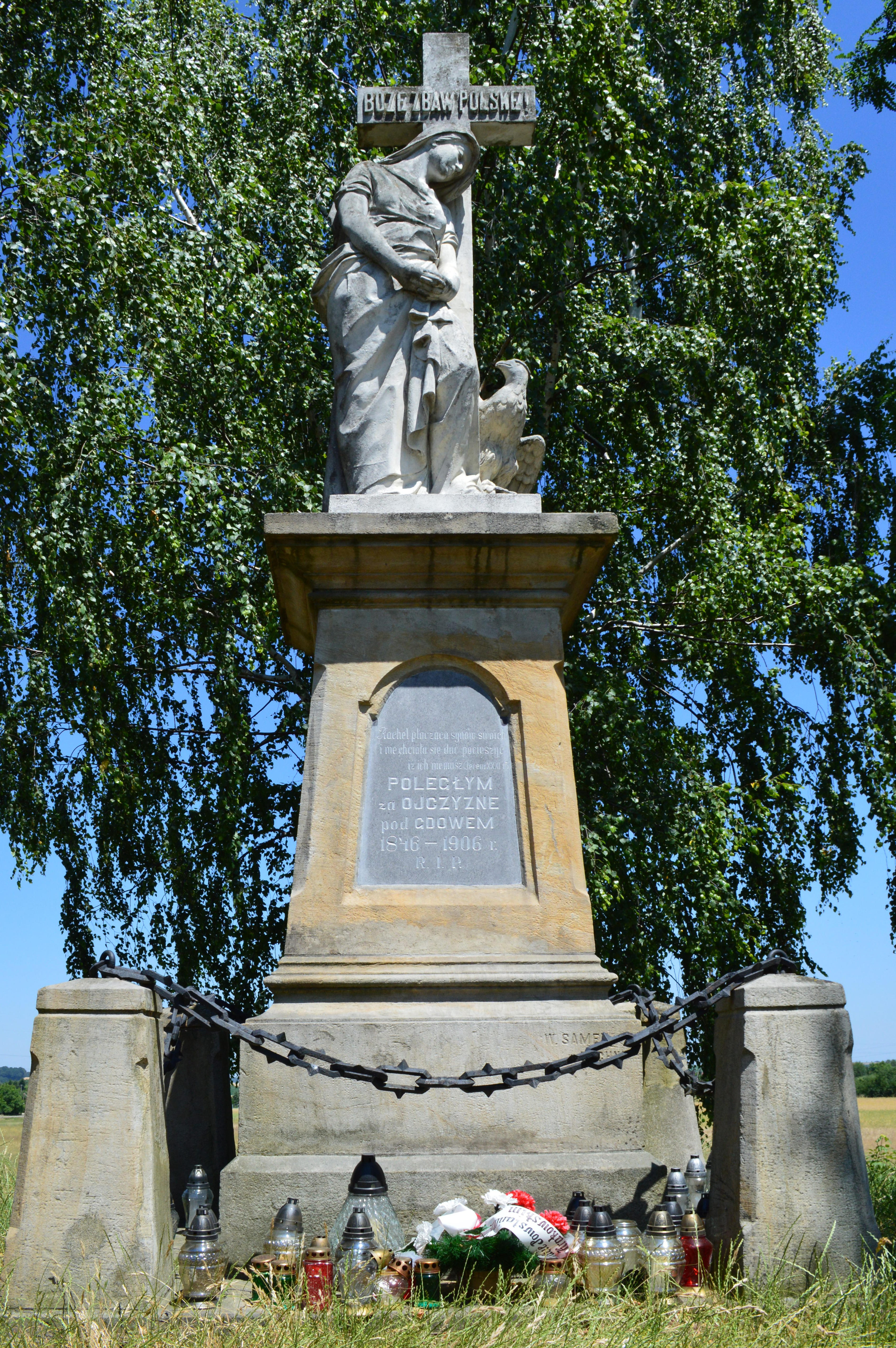
Kopiec z pomnikowym krzyżem i figurą symbolizującą płaczącą Polskę z 1906 grobie powstańców poległych 26 lutego 1846 w bitwie pod Gdowem

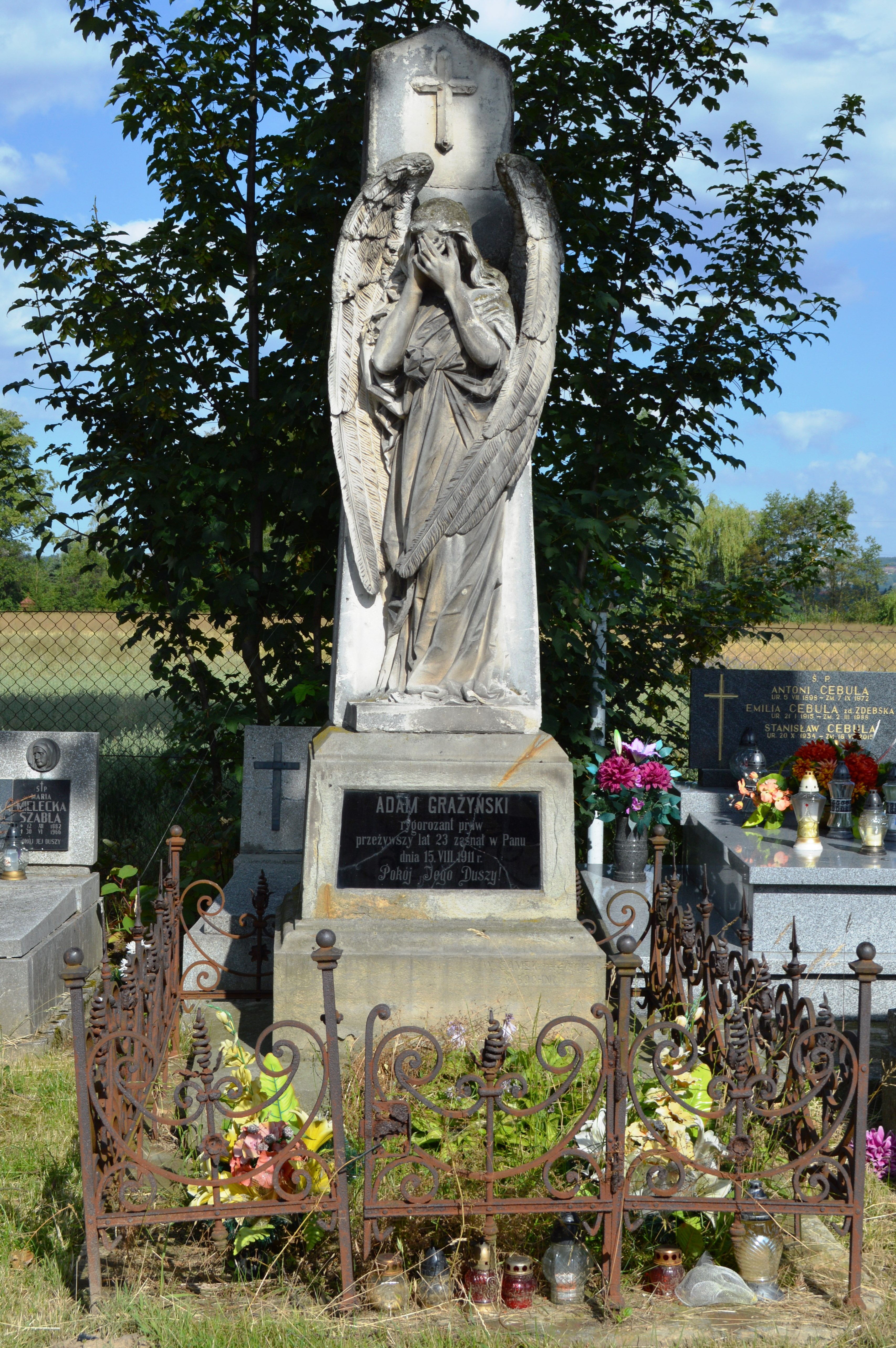
Rzeźba anioła na grobie Adama Grażyńskiego (1888-1911) w Gdowie

Wojciech Samek (ur. 1861 w Bochni – zm. 30 czerwca 1921 tamże) – rzeźbiarz, właściciel zakładu rzeźbiarskiego w Bochni.
Był synem górnika kopalni soli w Bochni. Uczył się u cechowych mistrzów kamieniarskich, w krakowskiej Szkole Przemysłowej oraz u Franciszka Wyspiańskiego – ojca Stanisława Wyspiańskiego. Pracował w zakładzie rzeźbiarskim „Eckhard i Konecki” w Wiedniu.
Po powrocie do Polski w 1885 założył w Bochni „Zakład Rzeźby Artystycznej”, w którym pracowali rzeźbiarze, rysownicy, złotnicy i inni rzemieślnicy – łącznie 30-40 osób. Zawodowo współpracował m.in. ze Stanisławem Bodnickim z Krakowa. Zakład wykonywał m.in. ołtarze, posągi świętych, nagrobki, feretrony. Zamówienia napływały przede wszystkim z terenu Galicji. W 1899 na wystawie we Lwowie za swoje prace został nagrodzony złotym medalem, a w 1905 otrzymał złoty medal na wystawie w Tarnowie. Zakład kamieniarski przekazał siostrzeńcowi, który na mniejszą skalę prowadził go przez kilkanaście lat.